# Aeromonas hydrophila
Aeromonas hydrophila — гетеротрофна грамнегативна бактерія паличкоподібної форми, яка в основному трапляється в районах з теплим кліматом. Цю бактерію можна знайти в прісній або солонуватій воді. Виживає в аеробних і анаеробних середовищах і може перетравлювати такі речовини, як желатин і гемоглобін. A. hydrophila була виявлена у людей і тварин у 1950-х роках. Це найвідоміший вид Aeromonas. Він стійкий до більшості поширених антибіотиків і низьких температур, а також оксидазо- та індол-позитивний. Aeromonas hydrophila також має симбіотичні стосунки як кишкова флора всередині деяких п'явок, таких як Hirudo medicinalis.

## Структура
Бактерії Aeromonas hydrophila є грамнегативними прямими паличками із заокругленими кінцями (від бацил до кокцибацил), як правило, шириною від 0,3 до 1,0 мкм і довжиною від 1,0 до 3,0 мкм. Вони можуть рости при низькій температурі до 4 °C. Ці бактерії рухаються за допомогою полярного джгутика.

## Патологія
Через свою структуру вид дуже токсичний для багатьох організмів. Коли він потрапляє в тіло своєї жертви, він подорожує через кровотік до першого доступного органу. Бактерія виробляє аеролізин, цитотоксичний ентеротоксин, який може викликати пошкодження тканин. A. hydrophila, A. caviae та A. sobria вважаються умовно-патогенними мікроорганізмами, тобто вони рідко інфікують здорових людей. A. hydrophila вважається основним патогеном для риб і земноводних, але і відома його патогенність для людей.

## Патогенний механізм
Вважається, що патогенність видів Aeromonas опосередковується низкою позаклітинних білків, таких як аеролізин, ліпаза, хітиназа, амілаза, желатиназа, гемолізини та ентеротоксини. Однак патогенні механізми невідомі. Нещодавно запропонована система секреції III типу (T3SS) була пов'язана з патогенезом Aeromonas. T3SS — це спеціалізований механізм секреції білка, який експортує фактори вірулентності безпосередньо до клітин господаря. Ці фактори підривають нормальні функції клітин-господарів на користь бактерій-вторгнень. На відміну від загального секреторного шляху, T3SS запускається, коли збудник контактує з клітинами господаря. Токсин АДФ-рибозилювання є однією з ефекторних молекул, що виділяються декількома патогенними бактеріями та транслокуються через T3SS і доставляються в цитоплазму господаря, що призводить до переривання шляху NF-κB, пошкодження цитоскелету та апоптозу. Цей токсин було виявлено в A. hydrophila (діарейний ізолят людини), A. salmonicida (патоген риб) і A. jandaei GV17, патогенний штам, який може викликати захворювання як у людей, так і у риб.

## Причини інфікування
Інфекції Aeromonas hydrophila найчастіше виникають під час статевих змін, стресових факторів, зміни температури, у забрудненому середовищі, а також коли організм уже інфікований вірусом чи іншою бактерією. Бактерія також може потрапити в організм через харчові продукти, заражені бактерією, такі як морепродукти, м'ясо та навіть деякі овочі, наприклад паростки. Також може передаватися п'явками.

## Риби і земноводні
Aeromonas hydrophila пов'язана із захворюваннями, які в основному зустрічаються у прісноводних риб і амфібій, оскільки ці організми живуть у водному середовищі. Бактерія пов'язана із захворюванням, виявленим у жаб під назвою «червона ніжка», яке викликає внутрішні крововиливи, іноді смертельні. При зараженні A. hydrophila у риб розвиваються виразки, хвостова гниль, плавникова гниль і геморагічна септицемія. Геморагічна септицемія викликає ураження, що призводять до відпадання луски, крововиливів у зябрах і анальній області, виразок, екзофтальмії та здуття живота.

## Хвороби людини
Aeromonas hydrophila не настільки патогенна для людини, як для риб і земноводних. Одне із захворювань, які він може спричинити у людей, гастроентерит, трапляється переважно у маленьких дітей і людей із ослабленою імунною системою або проблемами росту. Ця бактерія пов'язана з двома типами гастроентериту. Перший тип — це захворювання, схоже на холеру, яке викликає діарею рисової води. Інший тип — дизентерійний гастроентерит, який викликає рідкий стілець, наповнений кров'ю та слизом. Дизентерійний гастроентерит є найважчим із цих двох типів і може тривати кілька тижнів. A. hydrophila також викликає такі захворювання, як міонекроз та екзема у людей з ослабленою або пригніченою (ліками) імунною системою. У дуже рідкісних випадках A. hydrophila може викликати некротичний фасциит .

## Спалахи
Хоча A. hydrophila може викликати серйозне захворювання, про масштабні спалахи не повідомлялося. Спостерігаються спалахи серед хребетних. Один з таких інцидентів стався в Пуерто-Рико всередині кишкового тракту ящірок. У ящірок було виявлено близько 116 різних штамів. 1 травня 1988 року в Каліфорнії стався невеликий спалах. Виявлено 225 ізолятів у 219 пацієнтів, що стало причиною їх госпіталізації.